# 假草苔虫属
假草苔虫属（学名：Falsibugulella）是草苔虫科下的一个属。

## 下属物种
本属包括以下物种：
- 中华假草苔虫 Falsibugulella sinica Liu, 1984